# Іоняса
Іоняса (рум. Ioneasa) — село у повіті Сучава в Румунії. Входить до складу комуни Ваду-Молдовей.
Село розташоване на відстані 327 км на північ від Бухареста, 33 км на південний схід від Сучави, 90 км на захід від Ясс.

## Населення
За даними перепису населення 2002 року у селі проживали 404 особи, усі — румуни. Усі жителі села рідною мовою назвали румунську.